# Schizonycha villosa
Schizonycha villosa är en skalbaggsart som beskrevs av Brenske 1898. Schizonycha villosa ingår i släktet Schizonycha och familjen Melolonthidae. Inga underarter finns listade i Catalogue of Life.